# Pietro d'Angiò
Pietro d'Angiò, detto Tempesta (Napoli, 1292 – Montecatini, 29 agosto 1315), è stato un militare francese, conte di Eboli nonché conte di Gravina e Capitano generale della parte guelfa in Toscana e Romagna per conto del fratello Roberto, re di Napoli.

## Biografia
Figlio di Carlo II e di Maria d'Ungheria, ebbe il titolo di conte di Eboli nel 1306.
Il giovane Pietro ben presto divenne noto per la bellezza della persona e per il suo valore militare, così suo fratello Roberto progettava per lui un matrimonio con una figlia del re d'Inghilterra: le trattative però non ebbero seguito.
Benché ancora inesperto nell'arte militare, il diciannovenne Pietro era già dotato di notevole fascino personale e soprattutto di un carattere impetuoso che gli valse il soprannome di Tempesta. Per queste doti, il giovane principe fu nominato dal re Roberto "vicario di Toscana, Lombardia e Romagna e Capitano generale della parte guelfa in Toscana", dove gli Angioini di Napoli sostenevano i guelfi in lotta contro l'opposta fazione ghibellina di Uguccione della Faggiola. 

Pietro fu accolto trionfalmente a Siena e a Firenze, portò a termine le trattative di pace con Arezzo, ma dovette presto scontrarsi col malcontento generale dei guelfi, causato dall'intraprendenza dei pisani e di Uguccione, che nel frattempo avevano occupato Lucca.
Allora il Vicario richiese al fratello Roberto che gli inviasse in aiuto nuove forze: partirono in suo soccorso il fratello Filippo d'Angiò, principe di Taranto, e il figlio di questi Carlo d'Acaia accompagnati da nuove truppe. 

L'esercito dei fiorentini e degli angioini quindi mosse contro Uguccione che assediava Montecatini. Si trattava di uno scontro impari: da una parte la potente coalizione guelfa che poteva contare su Firenze, allora una delle città più ricche e potenti d'Italia e d'Europa, Siena e numerose città alleate con l'appoggio delle truppe angioine guidate dai fratelli del re di Napoli; dall'altra erano Pisa (città in declino dopo la sconfitta della Meloria) e Lucca, non certo entusiasta di essere stata appena conquistata dai pisani. 
Secondo i cronisti dell'epoca fu proprio la grande sproporzione di forze in campo che indusse soprattutto i Fiorentini a sottovalutare la situazione e a dare per scontato l'esito dello scontro. Firenze ed i suoi alleati non solo non si preoccuparono di motivare e tenere desto lo spirito combattente dei loro uomini, ma sottovalutarono anche l'unico punto di forza dello schieramento pisano, rappresentato da un contingente di 1800 cavalieri mercenari tedeschi, scesi in Italia con le truppe imperiali di Enrico VII di Lussemburgo i quali si erano poi trattenuti al servizio di Pisa a suon di fiorini, ma nello stesso tempo erano animati da un odio profondo verso i Guelfi e gli Angioini. 
Nello scontrò che ne seguì, nella piana di Montecatini, le truppe guelfe furono travolte. 

Dei tre capi angioini, Filippo di Taranto, febbricitante, non partecipò neppure alla battaglia, e si rifugiò al più presto entro le mura di Firenze, mentre il figlio Carlo morì in combattimento e Pietro, che aveva combattuto con grande valore, scomparve probabilmente annegato nelle paludi di Fucecchio insieme a un contingente napoletano in ritirata; il suo corpo non fu mai trovato.
La morte di Pietro viene ricordata nella nota ballata I reali di Napoli nella rotta di Montecatini.
A Firenze visse nella casa della famiglia Mozzi, presso l'allora ponte Rubaconte (Giovanni Villani, Nuova cronica X 64)

## Ascendenza
|                       |                    |                                    | Genitori                  |  |  | Nonni |  |  | Bisnonni              |  |  | Trisnonni             |  |
|                       |                    |                                    |                           |  |  |       |  |  | Luigi VIII di Francia |  |  | Filippo II di Francia |  |
|                       |                    |                                    |                           |  |  |       |  |  | Luigi VIII di Francia |  |  | Filippo II di Francia |  |
|                       |                    | Isabella di Hainaut                |                           |  |  |       |  |  | Luigi VIII di Francia |  |  |                       |  |
| Carlo I d'Angiò       |                    |                                    |                           |  |  |       |  |  | Luigi VIII di Francia |  |  |                       |  |
|                       |                    | Bianca di Castiglia                | Alfonso VIII di Castiglia |  |  |       |  |  |                       |  |  |                       |  |
|                       |                    | Bianca di Castiglia                | Alfonso VIII di Castiglia |  |  |       |  |  |                       |  |  |                       |  |
|                       |                    | Bianca di Castiglia                | Eleonora d'Inghilterra    |  |  |       |  |  |                       |  |  |                       |  |
| Carlo II d'Angiò      |                    | Bianca di Castiglia                |                           |  |  |       |  |  |                       |  |  |                       |  |
|                       |                    | Raimondo Berengario IV di Provenza | Alfonso II di Provenza    |  |  |       |  |  |                       |  |  |                       |  |
|                       |                    | Raimondo Berengario IV di Provenza | Alfonso II di Provenza    |  |  |       |  |  |                       |  |  |                       |  |
|                       |                    | Raimondo Berengario IV di Provenza | Garsenda di Provenza      |  |  |       |  |  |                       |  |  |                       |  |
| Beatrice di Provenza  |                    | Raimondo Berengario IV di Provenza |                           |  |  |       |  |  |                       |  |  |                       |  |
|                       |                    | Beatrice di Savoia                 | Tommaso I di Savoia       |  |  |       |  |  |                       |  |  |                       |  |
|                       |                    | Beatrice di Savoia                 | Tommaso I di Savoia       |  |  |       |  |  |                       |  |  |                       |  |
|                       |                    | Beatrice di Savoia                 | Margherita di Ginevra     |  |  |       |  |  |                       |  |  |                       |  |
| Pietro d'Angiò        |                    | Beatrice di Savoia                 |                           |  |  |       |  |  |                       |  |  |                       |  |
|                       | Béla IV d'Ungheria | Andrea II d'Ungheria               |                           |  |  |       |  |  |                       |  |  |                       |  |
|                       | Béla IV d'Ungheria | Andrea II d'Ungheria               |                           |  |  |       |  |  |                       |  |  |                       |  |
|                       | Béla IV d'Ungheria | Gertrude di Merania                |                           |  |  |       |  |  |                       |  |  |                       |  |
| Stefano V d'Ungheria  | Béla IV d'Ungheria |                                    |                           |  |  |       |  |  |                       |  |  |                       |  |
|                       |                    | Maria Lascaris di Nicea            | Teodoro I Lascaris        |  |  |       |  |  |                       |  |  |                       |  |
|                       |                    | Maria Lascaris di Nicea            | Teodoro I Lascaris        |  |  |       |  |  |                       |  |  |                       |  |
|                       |                    | Maria Lascaris di Nicea            | Anna Comnena Angelina     |  |  |       |  |  |                       |  |  |                       |  |
| Maria d'Ungheria      |                    | Maria Lascaris di Nicea            |                           |  |  |       |  |  |                       |  |  |                       |  |
|                       |                    | …                                  | …                         |  |  |       |  |  |                       |  |  |                       |  |
|                       |                    | …                                  | …                         |  |  |       |  |  |                       |  |  |                       |  |
|                       |                    | …                                  | …                         |  |  |       |  |  |                       |  |  |                       |  |
| Elisabetta dei Cumani |                    | …                                  |                           |  |  |       |  |  |                       |  |  |                       |  |
|                       |                    | …                                  | …                         |  |  |       |  |  |                       |  |  |                       |  |
|                       |                    | …                                  | …                         |  |  |       |  |  |                       |  |  |                       |  |
|                       |                    | …                                  | …                         |  |  |       |  |  |                       |  |  |                       |  |
|                       |                    | …                                  |                           |  |  |       |  |  |                       |  |  |                       |  |